# جون تيري (لاعب كرة قدم كندية)
جون تيري (بالإنجليزية: John Terry)‏ هو لاعب كرة قدم كندية أمريكي، ولد في 30 أغسطس 1968 في غرينوود في الولايات المتحدة.

## وصلات خارجية
- جون تيري على موقع JustSportsStats.com (الإنجليزية)